# Кечмания 14
Кечмания 14 (на английски: WrestleMania XIV) е четиринадесетото годишно pay-per-view събитие от поредицата Кечмания, продуцирано от Световната федерация по кеч (WWF). Събитието се провежда на 29 март 1998 г. в Бостън, Масачузетс.

## Обща информация
Това PPV събитие е забележимо с участието на боксьора Майк Тайсън, който действа като специален гост съдия на ринга за основното събитие. Основното събитие е и началото на първото царуване със Световната титла в тежка категория на WWF на Ледения Стив Остин. Неговата победа срещу Шон Майкълс (който се бие, въпреки тежка контузия и няма да се състезава отново до Лятно тръшване през 2002 г.), е посочена като началото на Attitude ерата (като допълнително доказателство е факта, че това е последно WWF събитие с логото „Ново поколение“).

## Резултати
| №                                         | Резултати | Правила                                                                                               | Време |
| ----------------------------------------- | --- | --- | ----- |
| 1                                         | Легионът на смъртта 2000 (Животното и Ястреба) (със Съни) последни елиминират Новият среднощен експрес (Привлекателния Барт и Бомбастичния Боб) (с Джим Корнет) | Отборно кралско меле за определяне #1 претенденти за Световните отборни титли на WWF                  | 8:19  |
| 2                                         | Така Мичиноку (ш) поб. Агила | Индивидуален мач за Титлата в лека-тежка категория на WWF                                             | 5:57  |
| 3                                         | Трите Хикса (ш) (с Чайна) поб. Оуен Харт | Индивидуален мач за Европейската титла на WWF                                                         | 11:29 |
| 4                                         | Марк Меро и Сейбъл поб. Кечистът, известен преди като Златен прах и Луна                                                                                        | Смесен отборен мач                                                                                    | 9:11  |
| 5                                         | Скалата (ш) (с Д'Ло Браун, Кама Мустафа и Марк Хенри) поб. Кен Шамрок чрез дисквалификация                                                                      | Индивидуален мач за Интерконтиненталната титла на WWF                                                 | 4:49  |
| 6                                         | Кактус Джак и Триона Чарли поб. Разбойниците на Новото време (Били Гън и Роуд Дог) (ш)                                                                          | Мач Бунище за Световните отборни титли на WWF                                                         | 10:01 |
| 7                                         | Гробаря поб. Кейн (с Пол Беърър) | Индивидуален мач                                                                                      | 17:05 |
| 8                                         | Ледения Стив Остин поб. Шон Майкълс (ш) (с Трите Хикса и Чайна)                                                                                                 | Индивидуален мач за Световната титла в тежка категория на WWF с Майк Тайсън като специален гост съдия | 20:02 |
| - (ш) – указва шампиона/шампионите в мача | | |       |